# Wilhelm Denifl
Wilhelm Denifl (Rum, 10 novembre 1980) è un ex combinatista nordico austriaco.

## Biografia
In Coppa del Mondo di combinata nordica ha esordito il 16 gennaio 2000 a Breitenwang (39°), ha ottenuto il primo podio il 3 gennaio 2009 a Schonach (3°) e la prima vittoria il 5 gennaio 2014 a Čajkovskij.
In carriera ha partecipato a due edizioni dei Giochi olimpici invernali, Soči 2014 (19º nel trampolino normale) e Pyeongchang 2018 (29º nel trampolino normale, 8º nel trampolino lungo e 3º nella gara a squadre), e a sei dei Campionati mondiali, vincendo due medaglie.

## Palmarès

### Olimpiadi
- 1 medaglia:
  - 1 bronzo (gara a squadre a Pyeongchang 2018)

### Mondiali
- 2 medaglie:
  - 1 oro (gara a squadre a Val di Fiemme 2003)
  - 1 argento (sprint a squadre dal trampolino lungo a Val di Fiemme 2013)

### Mondiali juniores
- 1 medaglia:
  - 1 bronzo (gara a squadre a Štrbské Pleso 2000)

### Coppa del Mondo
- Miglior piazzamento in classifica generale: 8º nel 2013
- 18 podi (9 individuali, 9 a squadre):
  - 2 vittorie (1 individuale, 1 a squadre)
  - 3 secondi posti (2 individuali, 1 a squadre)
  - 13 terzi posti (6 individuali, 7 a squadre)

#### Coppa del Mondo - vittorie
| Data           | Località   | Nazione   | Trampolino         | Spec.                                  |
| -------------- | ---------- | --------- | ------------------ | -------------------------------------- |
| 5 gennaio 2014 | Čajkovskij | Russia    | Snežinka HS140     | IN LH/10 km                            |
| 3 marzo 2018   | Lahti      | Finlandia | Salpausselkä HS130 | T SP LH/2x7,5 km (con Bernhard Gruber) |

Legenda:

IN = individuale Gundersen

SP = sprint

T = gara a squadre

LH = trampolino lungo

### Campionati austriaci
- 2 medaglie[1]:
  - 2 bronzi (individuale nel 2002; sprint nel 2009)